# Materna Cinégia
Materna Cinégia (em latim: Materna Cynegia) foi uma nobre romana do final do século IV e começo do V. Muito pouco se sabe sobre ela, exceto que era irmã de Antônia Cássia e mãe de Herênia. É mencionada como fundadora numa estela funerária de Rafaneia, na Síria, datada de 398. Presumivelmente pode ter sido parente do prefeito pretoriano do Oriente e cônsul Materno Cinégio, talvez sua filha.